# پیتر اریکسون (ورزشکار)
پیتر اریکسون (انگلیسی: Peter Eriksson؛ زادهٔ ۱۲ ژوئیهٔ ۱۹۶۵) بازیکن هاکی روی یخ اهل سوئد است.
از باشگاه‌هایی که در آن بازی کرده‌است می‌توان به ادمونتون اویلرز اشاره کرد.